# Spezia Calcio 2023-2024
Questa voce raccoglie le informazioni riguardanti lo Spezia Calcio nelle competizioni ufficiali della stagione 2023-2024.

## Stagione
La squadra sembra non digerire il tragico spareggio salvezza finito male, tanto che sotto la guida di Massimiliano Alvini arranca molto e raccoglie a malapena 10 punti, frutto di 7 pareggi e una sola vittoria contro la neopromossa Feralpisalò, anch'essa in fondo alla classifica con la Sampdoria penalizzata e il neopromosso Lecco. A seguito del sofferto pareggio contro la diretta rivale Ternana alla tredicesima, Alvini viene esonerato in favore di Luca D'Angelo. Nonostante la sconfitta al Ferraris blucerchiato e l'autogol che fa sfumare il pari contro al Parma capolista, gli spezzini ottengono due vittorie consecutive ad Ascoli e sul Bari, due diretti avversari, chiudendo l'andata al penultimo posto.
La sconfitta subìta dalla neodeclassata Cremonese alla 21ª giornata relega i bianconeri all'ultimo posto, ma la vittoria a Pisa apre una striscia di 5 risultati utili consecutivi (3 pareggi e un pirotecnico 4-2 sul Cittadella), interrotti dal tonfo interno contro la Feralpisalò. I trionfi convincenti vengono contro l'Ascoli e subito dopo il tonfo di Parma, il "derby regionale" contro la Sampdoria vede sfiorare la vittoria bianconera, negata da una rete annullata per fuorigioco. Nelle ultime cinque gare i bianconeri non sbagliano un colpo, tanto da battere il Palermo e fermare sul pari Brescia e Cosenza (alla quale nega l'accesso ai play-off) alla penultima. All'ultima giornata c'è il Venezia in lotta per la promozione diretta contro al Como; l'esito pare scontato ma lo Spezia riesce a battere in rimonta i lagunari, mentre i lariani pareggiano per un soffio contro al Cosenza; complici i risultati delle dirette rivali, lo Spezia si salva per il rotto della cuffia costringendo il Venezia a giocare i play-off, che riuscirà comunque a vincere contro la Cremonese e salire assieme al Como e il Parma vincitore.
In Coppa Italia, gli spezzini eliminano il Venezia ai rigori (2-2, 4-3 d.t.r.) ai trentaduesimi, mentre ai sedicesimi lasciano il Sassuolo a porte bianche; i neroverdi passano agli ottavi per 5-4 ai rigori. Questi verranno eliminati dall'Atalanta, protagonista di una deludente finale contro la Juventus.

## Divise e sponsor
Il fornitore di materiale è Kappa, mentre gli sponsor sono Spigas e Iozz (sulla manica). Le due divise sono identiche e a colori invertiti, eccezion fatta per i dettagli dorati su quella da trasferta. La terza invece è rossa con decorazioni differenti.
| Casa | Trasferta |

## Organigramma societario
Area tecnica
- Allenatore: Luca D'Angelo
- Allenatore in seconda: Riccardo Taddei
- Collaboratore tecnico: Giuseppe Leonetti
- Preparatore/i atletico/i: Marco Greco e Stefano Cappelli
- Preparatore dei portieri: Preparatori dei portieri

## Rosa
Aggiornata al 1º febbraio 2024
| N. |                        | Ruolo | Calciatore             |
| -- | ---------------------- | ----- | ---------------------- |
| 1  | Paesi Bassi (bandiera) | P     | Jeroen Zoet            |
| 2  | Polonia (bandiera)     | D     | Przemysław Wiśniewski  |
| 4  | Portogallo (bandiera)  | D     | João Moutinho          |
| 5  | Italia (bandiera)      | D     | Laurens Serpe          |
| 7  | Italia (bandiera)      | A     | Salvatore Elia         |
| 8  | Svezia (bandiera)      | C     | Albin Ekdal            |
| 9  | Italia (bandiera)      | A     | Francesco Pio Esposito |
| 10 | Italia (bandiera)      | C     | Salvatore Esposito     |
| 11 | Slovenia (bandiera)    | C     | Tio Cipot              |
| 13 | Polonia (bandiera)     | D     | Arkadiusz Reca         |
| 14 | Italia (bandiera)      | D     | Luca Vignali           |
| 15 | Italia (bandiera)      | C     | Niccolò Pietra         |
| 16 | Italia (bandiera)      | A     | Diego Falcinelli       |
| 17 | Polonia (bandiera)     | C     | Szymon Żurkowski       |
| 19 | Lettonia (bandiera)    | A     | Raimonds Krollis       |
| 20 | Italia (bandiera)      | A     | Giuseppe Di Serio      |

| N. |                                 | Ruolo | Calciatore               |
| -- | ------------------------------- | ----- | ------------------------ |
| 21 | Italia (bandiera)               | C     | Giovanni Corradini       |
| 23 | Germania (bandiera)             | D     | Lukas Mühl               |
| 24 | Italia (bandiera)               | A     | Luca Moro                |
| 25 | Italia (bandiera)               | C     | Filippo Bandinelli       |
| 27 | Francia (bandiera)              | D     | Kelvin Amian             |
| 29 | Italia (bandiera)               | C     | Francesco Cassata        |
| 33 | Georgia (bandiera)              | D     | Iva Gelashvili           |
| 40 | Bosnia ed Erzegovina (bandiera) | P     | Petar Zovko              |
| 43 | Grecia (bandiera)               | D     | Dīmītrīs Nikolaou        |
| 48 | Italia (bandiera)               | A     | Mirko Antonucci          |
| 55 | Bulgaria (bandiera)             | D     | Petko Hristov            |
| 69 | Polonia (bandiera)              | P     | Bartłomiej Drągowski     |
| 77 | Italia (bandiera)               | D     | Nicolò Bertola           |
| 80 | Burkina Faso (bandiera)         | C     | Rachid Kouda             |
| 99 | Italia (bandiera)               | A     | Daniele Verde (capitano) |

## Calciomercato

### Sessione estiva(dall'1/7 all'1/9)
| Acquisti | Acquisti | Acquisti | Acquisti |
| R.       | Nome     | da       | Modalità |
| -------- | -------- | -------- | -------- |

| Cessioni | Cessioni | Cessioni | Cessioni |
| R.       | Nome     | a        | Modalità |
| -------- | -------- | -------- | -------- |

### Sessione invernale(dal 1/1 al 31/1)
| Acquisti | Acquisti          | Acquisti     | Acquisti                                      |
| R.       | Nome              | da           | Modalità                                      |
| -------- | ----------------- | ------------ | --------------------------------------------- |
| D        | Luca Vignali      | Como         | prestito con obbligo di riscatto condizionato |
| A        | Diego Falcinelli  | Modena       | acquisto a titolo definitivo                  |
| A        | Giuseppe Di Serio | Atalanta U23 | prestito fino a fine stagione                 |

| Cessioni | Cessioni             | Cessioni      | Cessioni                            |
| R.       | Nome                 | a             | Modalità                            |
| -------- | -------------------- | ------------- | ----------------------------------- |
| C        | Szymon Zurkowski     | Empoli        | prestito                            |
| D        | Laurens Serpe        | Turris        | prestito                            |
| P        | Bartłomiej Drągowski | Panathīnaïkos | prestito                            |
| D        | Kelvin Amian         | Nantes        | Titolo definitivo per 3,50 mln di € |

## Risultati

### Serie B

#### Girone di andata
| Arbitro: | Piccinini (Forlì) |

|                                               |           |                       |
| Casiraghi 32’ (rig.), 50’ (rig.) Odogwu 90+3’ | Marcatori | 8’, 62’ Moro 36’ Reca |

| Lecco 8 novembre 2023, ore 18:30 CEST 2ª giornata | Lecco              | 0 – 0 referto | Spezia | Stadio Rigamonti-Ceppi (4 029 spett.)\| Arbitro: \| Monaldi (Macerata) \| |
| Arbitro:                                          | Monaldi (Macerata) |               |        |                                                                           |

| Arbitro: | Zufferli (Udine) |

|                                             |           |  |
| Biasci 52’ Nikolaou 59’ (aut.) Pompetti 73’ | Marcatori |  |

| Arbitro: | Perenzoni (Rovereto) |

|  |           |           |
|  | Marcatori | 24’ Barba |

| Arbitro: | Fourneau (Roma) |

|                |           |  |
| Pohjanpalo 56’ | Marcatori |  |

| Arbitro: | Cosso (Reggio Calabria) |

|                   |           |                |
| P. Esposito 90+5’ | Marcatori | 50’, 81’ Gondo |

| Cesena 26 settembre 2023, ore 20:30 CEST 7ª giornata | Spezia           | 0 – 0 referto | Brescia | Stadio Dino Manuzzi (993 spett.)\| Arbitro: \| Gualtieri (Asti) \| |
| Arbitro:                                             | Gualtieri (Asti) |               |         |                                                                    |

| Arbitro: | Colombo (Como) |

|               |           |                                        |
| La Mantia 84’ | Marcatori | 17’ (rig.) S. Esposito 45+1’ Antonucci |

| Cesena 8 ottobre 2023, ore 16:15 CEST 9ª giornata | Spezia        | 0 – 0 referto | Pisa | Stadio Dino Manuzzi (1 254 spett.)\| Arbitro: \| Doveri (Roma) \| |
| Arbitro:                                          | Doveri (Roma) |               |      |                                                                   |

| Arbitro: | Fourneau (Roma) |

|                           |           |                          |
| Mancuso 73’ Štulac 90+14’ | Marcatori | 31’ Reca 70’ P. Esposito |

| La Spezia 28 ottobre 2023, ore 14:00 CEST 11ª giornata | Spezia           | 0 – 0 referto | Cosenza | Stadio Alberto Picco (5 571 spett.)\| Arbitro: \| Minelli[5][6] (Varese) \| |
| Arbitro:                                               | Minelli (Varese) |               |         |                                                                             |

| Arbitro: | Di Marco (Ciampino) |

|                                        |           |  |
| Sernicola 12’ Zanimacchia 30’ Coda 52’ | Marcatori |  |

| Arbitro: | Sozza (Seregno) |

|                                  |           |                          |
| Bertola 36’ Capuano 90+1’ (aut.) | Marcatori | 31’ Casasola 68’ Diakité |

| Arbitro: | Giua (Olbia) |

|                  |           |           |
| Depaoli 11’, 78’ | Marcatori | 16’ Kouda |

| Arbitro: | Manganiello (Pinerolo) |

|  |           |                       |
|  | Marcatori | 90+4’ (aut.) Moutinho |

| Arbitro: | Marchetti (Ostia Lido) |

|              |           |                              |
| Bellusci 51’ | Marcatori | 22’ (rig.) Verde 89’ Hristov |

| Arbitro: | Prontera (Bologna) |

|           |           |  |
| Verde 84’ | Marcatori |  |

| Arbitro: | Ghersini (Genova) |

|                                                 |           |             |
| Carriero 15’ Pittarello 75’, 81’ Maistrello 86’ | Marcatori | 61’ L. Moro |

| Arbitro: | Giua (Olbia) |

|                  |           |                    |
| Gelashvili 90+2’ | Marcatori | 64’ (rig.) Palumbo |

#### Girone di ritorno
| Arbitro: | Baroni (Firenze) |

|                                               |           |  |
| Da Cunha 27’, 63’ Cutrone 37’ Gabrielloni 59’ | Marcatori |  |

| Arbitro: | Camplone (Pescara) |

|  |           |          |
|  | Marcatori | 54’ Coda |

| Arbitro: | Mariani (Aprilia) |

|                                        |           |                                 |
| Torregrossa 33’ (rig.) N. Bonfanti 76’ | Marcatori | 20’ Kouda 36’, 45’ (rig.) Verde |

| Arbitro: | Ghersini (Genova) |

|              |           |              |
| Jagiełło 34’ | Marcatori | 13’ Iemmello |

| Arbitro: | Dionisi (L'Aquila) |

|               |           |                |
| Distefano 89’ | Marcatori | 90+5’ Di Serio |

| Arbitro: | Gualtieri (Asti) |

|                                                      |           |                          |
| Verde 37’ Di Serio 40’ Mühl 50’ L. Moro 90+2’ (rig.) | Marcatori | 2’ Pandolfi 78’ Magrassi |

| Modena 24 febbraio 2024, ore 16:15 CET 26ª giornata | Modena         | 0 – 0 referto | Spezia | Stadio Alberto Braglia (10 392 spett.)\| Arbitro: \| Rutella (Enna) \| |
| Arbitro:                                            | Rutella (Enna) |               |        |                                                                        |

| Arbitro: | Baroni (Firenze) |

|  |           |                          |
|  | Marcatori | 38’ Felici 76’ La Mantia |

| Arbitro: | Monaldi (Macerata) |

|             |           |            |
| Sibilli 56’ | Marcatori | 50’ Matějů |

| Arbitro: | Di Marco (Ciampino) |

|                      |           |                      |
| Verde 8’, 73’ (rig.) | Marcatori | 32’ (rig.) Casiraghi |

| Reggio Emilia 16 marzo 2024, ore 16:15 CET 30ª giornata | Reggiana          | 0 – 0 referto | Spezia | Mapei Stadium - Città del Tricolore (9 996 spett.)\| Arbitro: \| Santoro (Messina) \| |
| Arbitro:                                                | Santoro (Messina) |               |        |                                                                                       |

| Arbitro: | Sozza (Seregno) |

|                         |           |                  |
| Vignali 12’ Hristov 52’ | Marcatori | 24’ P. Rodriguez |

| Arbitro: | Ayroldi (Molfetta) |

|             |           |          |
| Hristov 12’ | Marcatori | 41’ Buso |

| Arbitro: | Collu (Cagliari) |

|                               |           |  |
| Hernani 45+1’ Charpentier 87’ | Marcatori |  |

| La Spezia 20 aprile 2024, ore 16:15 CEST 34ª giornata | Spezia              | 0 – 0 referto | Sampdoria | Stadio Alberto Picco (8 750 spett.)\| Arbitro: \| Di Bello (Brindisi) \| |
| Arbitro:                                              | Di Bello (Brindisi) |               |           |                                                                          |

| Brescia 27 aprile 2024, ore 14:00 CEST 35ª giornata | Brescia                | 0 – 0 referto | Spezia | Stadio Mario Rigamonti (5 321 spett.)\| Arbitro: \| Manganiello (Pinerolo) \| |
| Arbitro:                                            | Manganiello (Pinerolo) |               |        |                                                                               |

| Arbitro: | Pezzuto (Lecce) |

|              |           |  |
| Di Serio 16’ | Marcatori |  |

| Arbitro: | Sacchi (Macerata) |

|                |           |                     |
| Tutino 5’, 50’ | Marcatori | 45+6’ Reca 73’ Elia |

| Arbitro: | La Penna (Roma) |

|                          |           |           |
| P. Esposito 56’ Reca 61’ | Marcatori | 17’ Idzes |

### Coppa Italia

#### Turni eliminatori
| Arbitro: | Baroni (Firenze) |

|                                               |                      |                                          |
| Antonucci 19’ L. Moro 60’ (rig.)              | Marcatori            | 54’ Pohjanpalo 81’ (rig.) Gytkjær        |
| Krollis F. Esposito S. Esposito Kouda Bastoni | Tiri di rigore 4 – 3 | Pohjanpalo Čeryšev Gytkjær Busio Zampano |

| Arbitro: | Zufferli (Udine) |

|                                                |                      |                                              |
| Berardi Pinamonti Bajrami Thorstvedt Laurienté | Tiri di rigore 5 – 4 | Kouda L. Moro Candelari Nikolaou S. Esposito |

## Statistiche

### Statistiche di squadra
| Competizione | Punti | In casa | In casa | In casa | In casa | In casa | In casa | In trasferta | In trasferta | In trasferta | In trasferta | In trasferta | In trasferta | Totale | Totale | Totale | Totale | Totale | Totale | DR  |
| Competizione | Punti | G       | V       | N       | P       | Gf      | Gs      | G            | V            | N            | P            | Gf           | Gs           | G      | V      | N      | P      | Gf     | Gs     | DR  |
| ------------ | ----- | ------- | ------- | ------- | ------- | ------- | ------- | ------------ | ------------ | ------------ | ------------ | ------------ | ------------ | ------ | ------ | ------ | ------ | ------ | ------ | --- |
| Serie B      | 44    | 19      | 6       | 8       | 5       | 12      | 14      | 19           | 3            | 9            | 7            | 16           | 28           | 38     | 9      | 17     | 12     | 28     | 42     | -14 |
| Coppa Italia | -     | 1       | 0       | 1       | 0       | 2       | 2       | 1            | 0            | 1            | 0            | 0            | 0            | 2      | 0      | 2      | 0      | 2      | 2      | 0   |
| Totale       | -     | 20      | 6       | 9       | 5       | 14      | 16      | 20           | 3            | 10           | 7            | 16           | 28           | 40     | 9      | 19     | 12     | 30     | 42     | -14 |

### Andamento in campionato
| Giornata  | 1 | 2  | 3  | 4  | 5  | 6  | 7  | 8  | 9  | 10 | 11 | 12 | 13 | 14 | 15 | 16 | 17 | 18 | 19 | 20 | 21 | 22 | 23 | 24 | 25 | 26 | 27 | 28 | 29 | 30 | 31 | 32 | 33 | 34 | 35 | 36 | 37 | 38 |
| --------- | - | -- | -- | -- | -- | -- | -- | -- | -- | -- | -- | -- | -- | -- | -- | -- | -- | -- | -- | -- | -- | -- | -- | -- | -- | -- | -- | -- | -- | -- | -- | -- | -- | -- | -- | -- | -- | -- |
| Luogo     | T | T  | T  | C  | T  | C  | C  | T  | C  | T  | C  | T  | C  | T  | C  | T  | C  | T  | C  | T  | C  | T  | C  | T  | C  | T  | C  | T  | C  | T  | C  | C  | T  | C  | T  | C  | T  | C  |
| Risultato | N | N  | P  | P  | P  | P  | N  | V  | N  | N  | N  | P  | N  | P  | P  | V  | V  | P  | N  | P  | P  | V  | N  | N  | V  | N  | P  | N  | V  | N  | V  | N  | P  | N  | N  | V  | N  | V  |
| Posizione | 6 | 17 | 15 | 18 | 18 | 18 | 17 | 16 | 16 | 16 | 17 | 17 | 18 | 18 | 19 | 19 | 18 | 18 | 19 | 19 | 20 | 19 | 19 | 18 | 17 | 18 | 18 | 18 | 16 | 17 | 16 | 16 | 17 | 17 | 17 | 15 | 15 | 15 |

Legenda:

Luogo: C = Casa; T = Trasferta. Risultato: V = Vittoria; N = Pareggio; P = Sconfitta.